# Sibel Siber
Sibel Siber (ur. 1960 w Nikozji) – północnocypryjska polityk pochodzenia tureckiego, premier Cypru Północnego od 13 czerwca do 2 września 2013 (po upadku gabinetu İrsena Küçüka).

## Życiorys
Ukończyła studia medyczne na Uniwersytecie Stambulskim w 1983. Była pierwszą kobietą, która została premierem Tureckiej Republiki Cypru Północnego. Obecnie jest przewodniczącą parlamentu Cypru Północnego. Jest drugą kobietą w północnocypryjskim parlamencie pełniącą tę funkcję po Fatmie Ekenoğlu.